# Roemeens voetbalkampioenschap 1924/25
In 1924/25 werd het dertiende kampioenschap in Roemenië georganiseerd. Dit keer namen er 10 regionale kampioenen deel van 5 juli tot 9 augustus. Chinezul werd voor de vierde opeenvolgende keer kampioen.

## Deelnemers
| Regio     | Kampioen              |
| --------- | --------------------- |
| Arad      | UCAS Petroșani        |
| Brașov    | Brașovia Brașov       |
| Boekarest | Venus Boekarest       |
| Cernăuți  | Jahn Cernăuți         |
| Chisinau  | Fulgerul CFR Chisinau |
| Cluj      | Universitatea Cluj    |
| Craiova   | Oltul Slatina         |
| Oradea    | CAO Oradea            |
| Sibiu     | Șoimii Sibiu          |
| Timișoara | Chinezul Timișoara    |

## Uitslagen

### Voorronde
| Thuisploeg    | – | Uitploeg              | Uitslag    |
| ------------- | - | --------------------- | ---------- |
| Jahn Cernăuți | – | Șoimii Sibiu          | 1          |
| Oltul Slatina | – | Fulgerul CFR Chisinau | 0:2 (0:1)2 |

1 Sibiu gaf forfait.
2 Chisinau werd gediskwalificeerd.

### Kwartfinale
| Thuisploeg         | – | Uitploeg           | Uitslag   |
| ------------------ | - | ------------------ | --------- |
| Venus Boekarest    | – | Chinezul Timișoara | 0:3 (0:2) |
| Universitatea Cluj | – | UCAS Petroșani     | 0:2 (0:1) |
| Jahn Cernăuți      | – | Oltul Slatina      | 4:0 (1:0) |
| Brașovia Brașov    | – | CAO Oradea         | 2:1 (2:1) |

### Halve finale
| Thuisploeg         | – | Uitploeg        | Uitslag   |
| ------------------ | - | --------------- | --------- |
| Chinezul Timișoara | – | Brașovia Brașov | 3:0 (2:0) |
| UCAS Petroșani     | – | Jahn Cernăuți   | 3:1 (2:0) |

### Finale
| Thuisploeg         | – | Uitploeg       | Uitslag   |
| ------------------ | - | -------------- | --------- |
| Chinezul Timișoara | – | UCAS Petroșani | 5:1 (2:0) |